# Solenostoma duthianum
Solenostoma duthianum là một loài rêu tản trong họ Jungermanniaceae. Loài này được (Stephani) C. Gao miêu tả khoa học lần đầu tiên năm 1985.